# Radio România Muzical
Radio România Muzical „George Enescu”, înființat în 1997, a început să emită pe 24 martie 1997. Este unicul post de radio românesc dedicat exclusiv muzicii clasice și de jazz fiind, în același timp, primul post de radio românesc cu acest specific care a emis online.
Programul său se desfășoară 24 de ore din 24 și are prezintă exclusiv muzică simfonică, muzică de cameră, operă, operetă, muzică corală, muzică tradițională, muzică jazz și muzică de film.
Pe lângă programele proprii, difuzate în timpul zilei, Canalul România Muzical difuzează în fiecare noapte între orele 01:00-07:00 un program de muzică intitulat "EuroClassic Notturno" preluat de la Uniunea Europeană de Radio.
Radio România Muzical emite în FM pe următoarele frecvențe: 104.8 MHz în București, 95,4 MHz în Iași și 97.6 MHz în județele Prahova, Brașov, Covasna, Argeș, Dâmbovița, Buzău, Ilfov, Giurgiu, Teleorman, Olt, Vâlcea, Mureș și Harghita (transmis de la Vârful Coștila din munții Bucegi).
De asemenea, Radio România Muzical poate fi ascultat și cu ajutorul radiourilor digitale, numai în București, pe frecvența 223,936 MHz de pe Canalul 12A.
Transmisia prin internet a programului zilnic poate fi ascultată online la adresa  Ascultă RRM live. 
Pe site-ul propriu, Radio România Muzical a lansat mai multe stream-uri on demand, între care se numără Opera Mia, Pentru Copii, Barocmania și Relax Music, care pot fi ascultate la adresa Stream-urile on-demand. 
Radio România Muzical este și un organizator de evenimente muzicale, concerte și festivaluri, precum Festivalul Chopin, Festivalul Dinu Lipatti, Festivalul București – oraș al muzicii, Festivalul George Enescu.

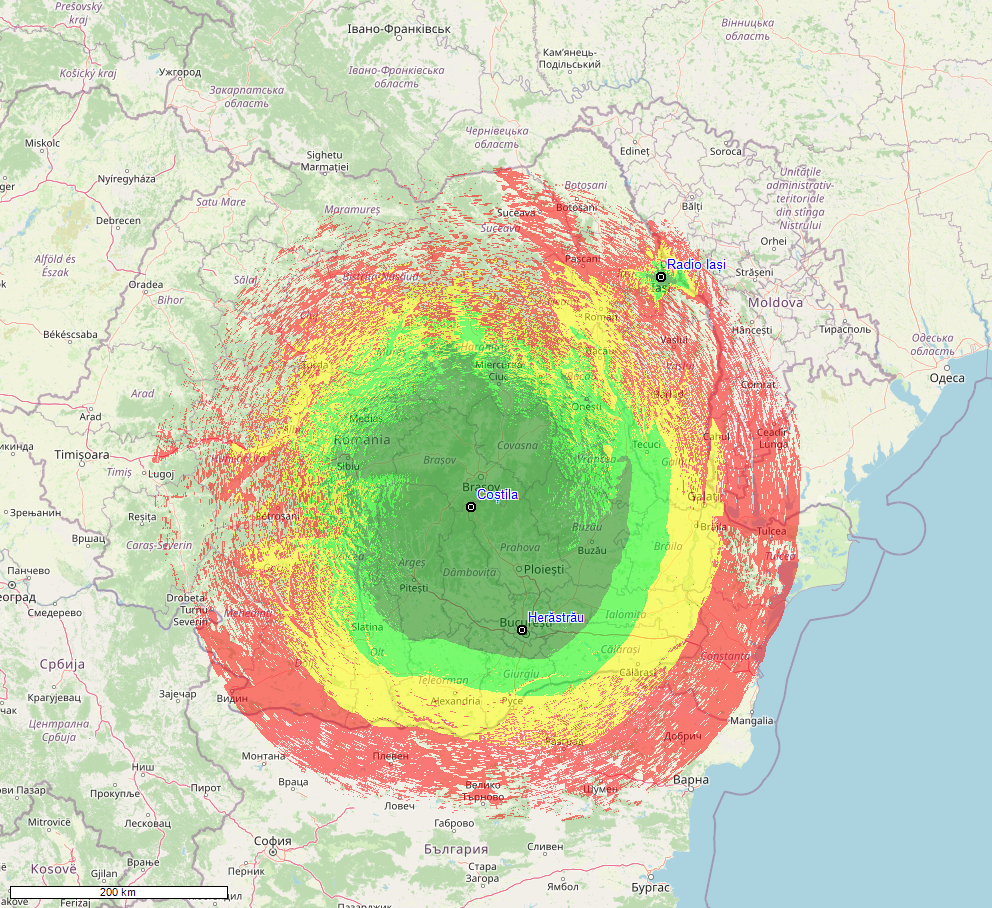
Acoperire aproximativă a semnalului Radio România Muzical pe FM.
Recepționat de orice receiver în zonă
Recepționat bine de un receiver slab al mașinii
Recepționat bine de un receiver puternic al mașinii / de un receiver slab al mașinii (dar cu probleme)
Recepționat de un receiver puternic al mașinii (dar cu probleme)

     Recepționat de orice receiver în zonă
     Recepționat bine de un receiver slab al mașinii
     Recepționat bine de un receiver puternic al mașinii / de un receiver slab al mașinii (dar cu probleme)
     Recepționat de un receiver puternic al mașinii (dar cu probleme)

## Frecvențe
- București - 104.8 FM
- Vârful Coștila - 97.6 FM
- Iași - 95.4 FM